# Skelná Huť (Brdy)

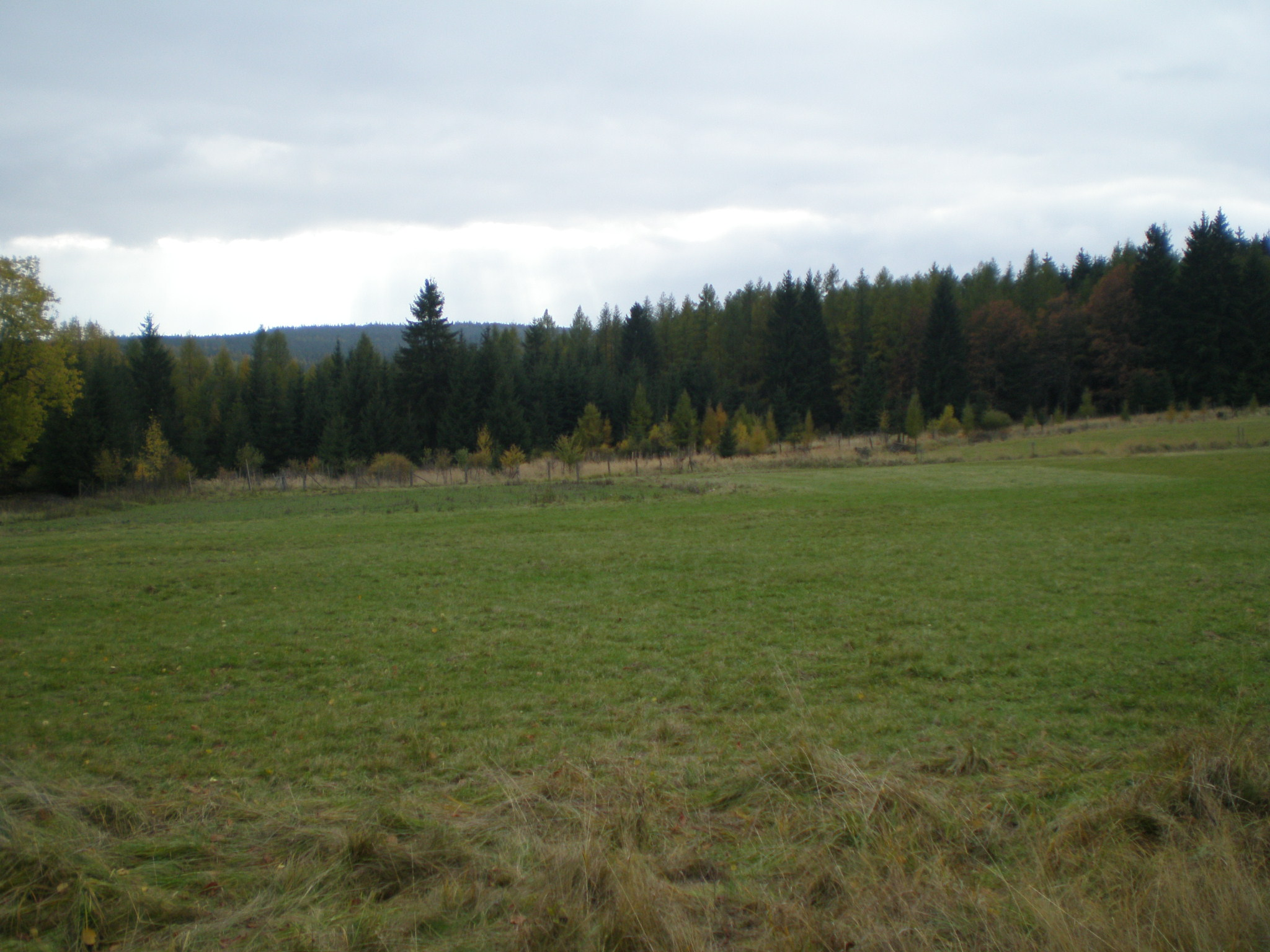

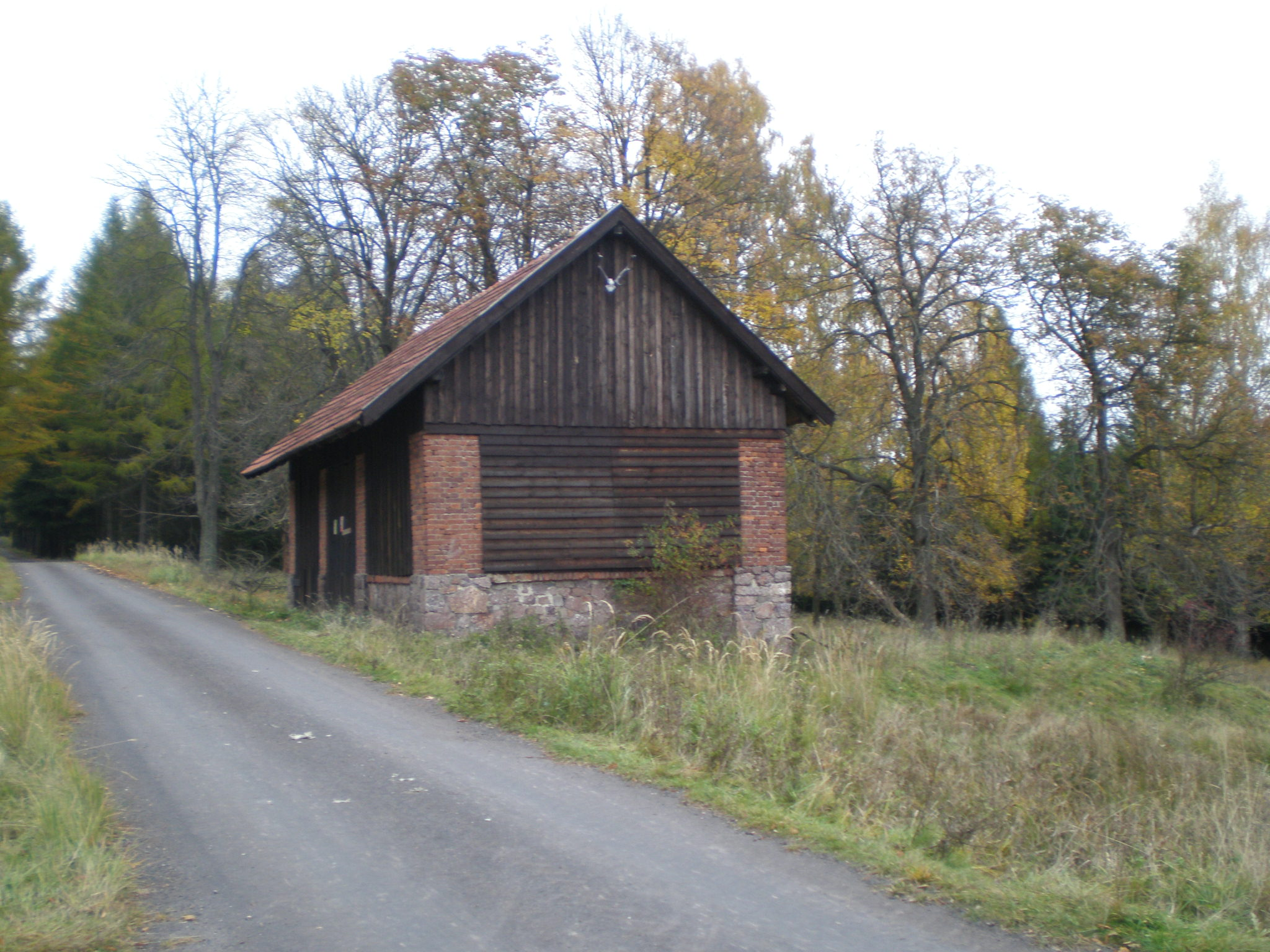

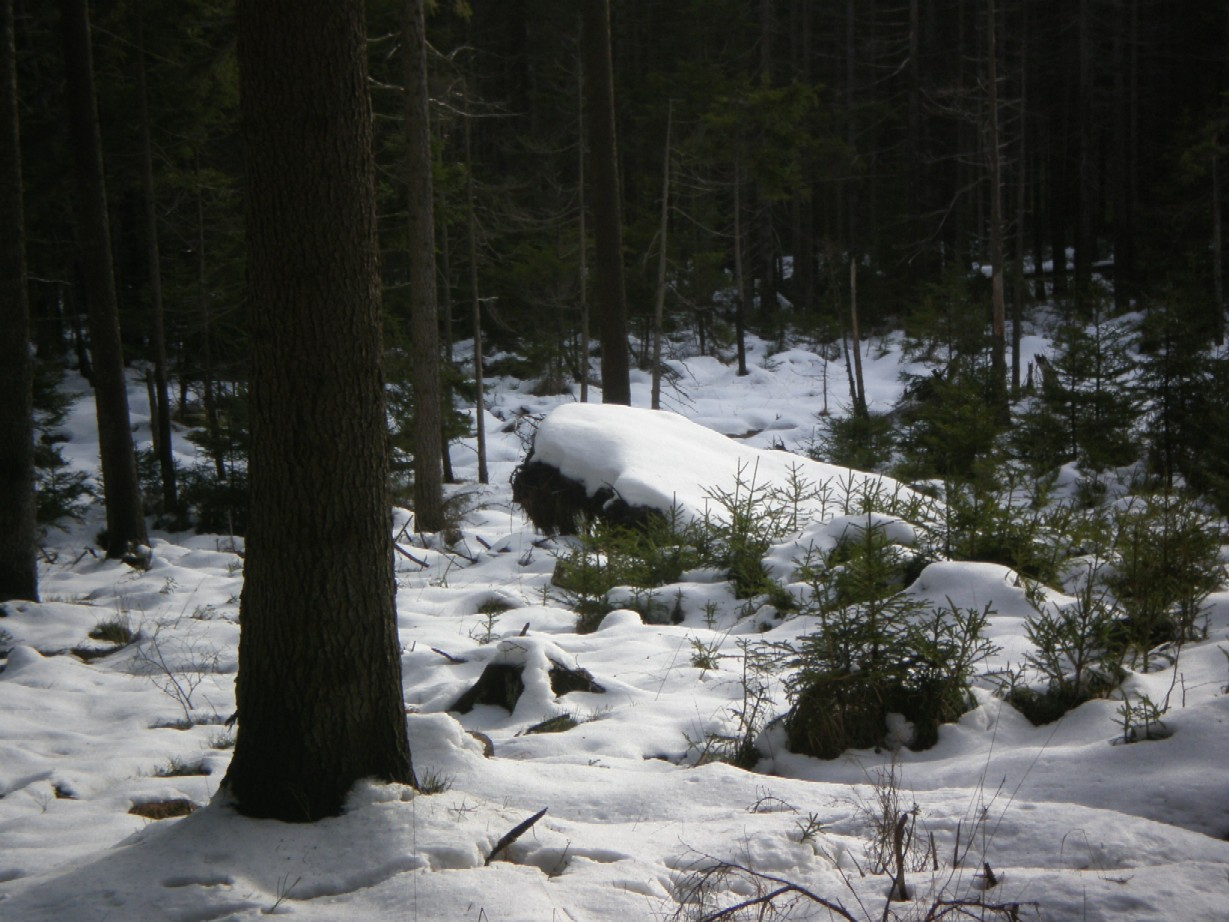

Skelná Huť je lokalita v Třemošenské vrchovině v Brdech. Leží v jihovýchodním svahu vrchu Brdce (839 m) v nadmořské výšce cca 715 m.
V současnosti jsou zde rozsáhlé lesní louky, v 18. století (1749 – 1783) zde stávala sklárna Tobiáše Matěje Adlera, která využívala k provozu dřeva z rozsáhlých lesních polomů po velké větrné smršti. Po ukončení činnosti byla sklárna rozebrána a materiál byl použit ke stavbě hájenky (později myslivny) na stejném místě. Ta byla po zřízení vojenské střelnice ve 20. letech minulého století zrušena. Na místě pak zůstal jen seník a velkolepá douglaska.
Najdeme tu také ohradu s dvoupatrovým krmelcem, která slouží k občasnému umístění vysoké zvěře v zimním období.

## Přístup
Po lesní silničce z obce Láz 2,6 km na západ (kolem severního břehu Lázské nádrže). Silnice odtud uhýbá k severu, překračuje mělké sedlo mezi vrchy Brdce a Závirka a klesá do údolí Pilského potoka nad Pilskou nádrží, kde se napojuje na silnici (neveřejnou) z Kozičína přes Borské sedlo na Tři trubky a Strašice.

## Poznámka
Území se nachází na území bývalého vojenského újezdu Brdy, přesto však bylo hojně navštěvováno turisty, cyklisty a v zimě běžkaři.